# 아흐메드 도간
아흐메드 데미르 도간(Ахмед Демир Доган, 1954년 4월 29일 ~ )은 불가리아의 정치인으로, 터키계 주민들을 지지기반으로 하는 불가리아 자유인권당의 대표이다.

## 이력
도간은 1984년에 불가리아 과학대학에서 철학 박사 학위를 취득하고 이후 불가리아에서 소수인 터키계 주민의 인권 운동에 투신했다. 1987년에 테러 혐의로 체포되어 10년형을 선고받으나 1989년 12월 22일에 석방되고, 1990년에 불가리아 자유인권당을 창당했다.

## 암살 시도
도간은 2013년 1월 19일, 소피아에서 열린 자유인권당의 정당 토론회 중 암살될 위기를 맞았다. 암살자는 발언 중인 도간의 바로 앞까지 와서 그에게 총을 겨누었으나 총이 격발되지 않았고, 도간은 재빨리 반격했다. 이어 경호원들에 의해 암살자는 제압되었고, 이 광경은 취재 중이던 기자진의 카메라에 그대로 담겼다.
암살자는 옥타이 에니메흐도프(Oktai Enimehmedov)라는 사람으로, 강도, 폭력, 불법 약물 소지 등의 전과가 있는 사람이었다.

## 참고 문헌
1. ↑  , Gas pistol pointed at Bulgaria party leader, AP통신
2. ↑   보관됨 2013-01-21 - 웨이백 머신, يتطلب عرض الفيديو وجود برنامج فلاش لديك, Masrawy.com